# 达娜·莫法特
达娜·莫法特（英語：Dana Moffat，1997年4月30日—），美国女子赛艇运动员。她曾代表美国参加世界赛艇锦标赛，获得一枚金牌和一枚铜牌，均来自女子八人单桨有舵手项目。